# Mistrzostwa Oceanii w badmintonie
Mistrzostwa Oceanii w badmintonie – zawody w badmintonie organizowane od 1997 roku przez Badminton Oceania (BO) wyłaniające najlepszych badmintonistów w Oceanii. Co dwa lata rozgrywane są także konkurencje drużynowe.

## Edycje
| Edycja | Rok  | Miejsce          | Państwo             |
| ------ | ---- | ---------------- | ------------------- |
| 1.     | 1997 | North Shore City | Nowa Zelandia       |
| 2.     | 1999 | Brisbane         | Australia           |
| 3.     | 2002 | Suva             | Fidżi               |
| 4.     | 2004 | Waitakere        | Nowa Zelandia       |
| 5.     | 2006 | Auckland         | Nowa Zelandia       |
| 6.     | 2008 | Numea            | Nowa Kaledonia      |
| 7.     | 2010 | Invercargill     | Nowa Zelandia       |
| 8.     | 2012 | Ballarat         | Australia           |
| 9.     | 2014 | Ballarat         | Australia           |
| 10.    | 2015 | Auckland         | Nowa Zelandia       |
| 11.    | 2016 | Papeete          | Polinezja Francuska |

| Edycja | Rok  | Miejsce   | Państwo        |
| ------ | ---- | --------- | -------------- |
| 12.    | 2017 | Numea     | Nowa Kaledonia |
| 13.    | 2018 | Hamilton  | Nowa Zelandia  |
| 14.    | 2019 | Melbourne | Australia      |

## Zwycięzcy
| Rok  | Miejsce          | Gra pojedyncza mężczyzn | Gra pojedyncza kobiet | Gra podwójna mężczyzn            | Gra podwójna kobiet                  | Gra mieszana                                   | Drużynowo                                             |
| ---- | ---------------- | ----------------------- | --------------------- | -------------------------------- | ------------------------------------ | ---------------------------------------------- | ----------------------------------------------------- |
| 1997 | North Shore City | Nick Hall               | Li Feng               | David Bamford Peter Blackburn    | Sheree Jefferson Li Feng             | Daniel Shirley Sharon Jenkins                  |                                                       |
| 1999 | Brisbane         | Rio Suryana             | Rhona Robertson       | David Bamford Peter Blackburn    | Rhonda Cator Amanda Hardy            | Peter Blackburn Rhonda Cator                   | Australia                                             |
| 2002 | Suva             | Geoffrey Bellingham     | Lenny Permana         | Peter Blackburn Murray Hocking   | Rhona Robertson Amanda Hardy         | Daniel Shirley Sara Petersen/Runesten-Petersen | Australia                                             |
| 2004 | Waitakere        | Lenny Tjoe              | Lenny Permana         | John Gordon Daniel Shirley       | Nicole Gordon Sara Petersen          | Daniel Shirley Sara Petersen/Runesten-Petersen | Nowa Zelandia                                         |
| 2006 | Auckland         | Geoffrey Bellingham     | Rachel Hindley        | Craig Cooper Geoffrey Bellingham | Sara Runesten-Petersen Nicole Gordon | Daniel Shirley Sara Petersen/Runesten-Petersen | Nowa Zelandia                                         |
| 2008 | Noumea           | John Moody              | Michelle Chan         | Glenn Warfe Ross Smith           | Michelle Chan Rachel Hindley         | Henry Tam Donna Cranston                       | Nowa Zelandia · Nowa Zelandia (M) · Nowa Zelandia (K) |
| 2010 | Invercargill     | Joe Wu                  | Huang Chia-Chi        | Glenn Warfe Ross Smith           | Leanne Choo Kate Wilson-Smith        | Glenn Warfe Kate Wilson-Smith                  | Australia · Australia (M) · Australia (K)             |
| 2012 | Ballarat         | James Eunson            | Michelle Chan         | Glenn Warfe Ross Smith           | Leanne Choo Renuga Veeran            | Raymond Tam Eugenia Tanaka                     | Australia · Nowa Zelandia (M) · Australia (K)         |
| 2014 | Ballarat         | Jeffrey Tho             | Verdet Kessler        | Raymond Tam Glenn Warfe          | Jacqueline Guan Gronya Somerville    | Oliver Leydon-Davis Susannah Leydon-Davis      | Australia                                             |
| 2015 | Auckland         | Daniel Guda             | Chen Hsuan-yu         | Matthew Chau Sawan Serasinghe    | Leanne Choo Gronya Somerville        | Robin Middleton Leanne Choo                    |                                                       |
| 2016 | Papeete          | Ashwant Gobinathan      | Chen Hsuan-yu         | Matthew Chau Sawan Serasinghe    | Tiffany Ho Jennifer Tam              | Robin Middleton Leanne Choo                    | Australia · Nowa Zelandia (M) · Australia (K)         |
| 2017 | Noumea           | Pit Seng Low            | Chen Hsuan-yu         | Matthew Chau Sawan Serasinghe    | Setyana Mapasa Gronya Somerville     | Sawan Serasinghe Setyana Mapasa                |                                                       |
| 2018 | Hamilton         | Abhinav Manota          | Chen Hsuan-yu         | Matthew Chau Sawan Serasinghe    | Setyana Mapasa Gronya Somerville     | Sawan Serasinghe Setyana Mapasa                | Australia (M) · Australia (K)                         |
| 2019 | Melbourne        | Oscar Guo               | Chen Hsuan-yu         | Sawan Serasinghe Eric Vuong      | Setyana Mapasa Gronya Somerville     | Simon Leung Gronya Somerville                  | Australia                                             |